# Marie Hannoverská (1776–1857)
Marie Hannoverská (25. dubna 1776, Londýn – 30. dubna 1857, Weymouth) byla jedenáctým dítětem a čtvrtou dcerou britského krále Jiřího III. a jeho manželky Šarloty Meklenbursko-Střelické.
Když se provdala za svého bratrance Viléma Frederika, vévodu z Gloucesteru a Edinburghu, bylo oběma čtyřicet let, po osmnácti letech ovdověla. V pozdním věku byla na trůně její neteř královna Viktorie, čtvrtý panovník za Mariina života, po jejím otci a dvou bratrech, Jiřím IV. a Vilémovi IV. Zemřela v 81 letech jako nejdéle žijící z patnácti potomků Jiřího III.

## Dětství

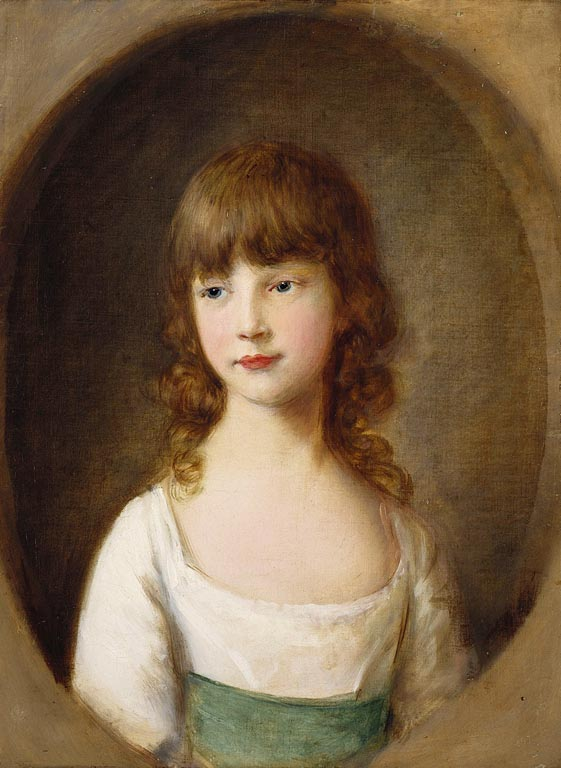
Princezna Marie v šesti letech.

Princezna Marie se narodila 25. dubna 1776 v Buckingham House v Londýně. Jejím otcem byl vládnoucí britský panovník Jiří III. a matkou královna Šarlota, dcera meklenbursko-střelického vévody.
Marie byla pokřtěna 19. května v St James's Palace arcibiskupem canterburským Frederikem Cornwallisem. Jejími kmotry byli lankrabě Fridrich Hesensko-Kasselský (otcův bratranec zastoupen markýzem z Hertfordu), sasko-gothajsko-altenburská vévodkyně (manželka otcova bratrance zastoupena vévodkyní z Argyllu) a meklenbursko-střelická princezna (její vzdálená sestřenice zastoupena hraběnkou vdovou z Effinghamu).

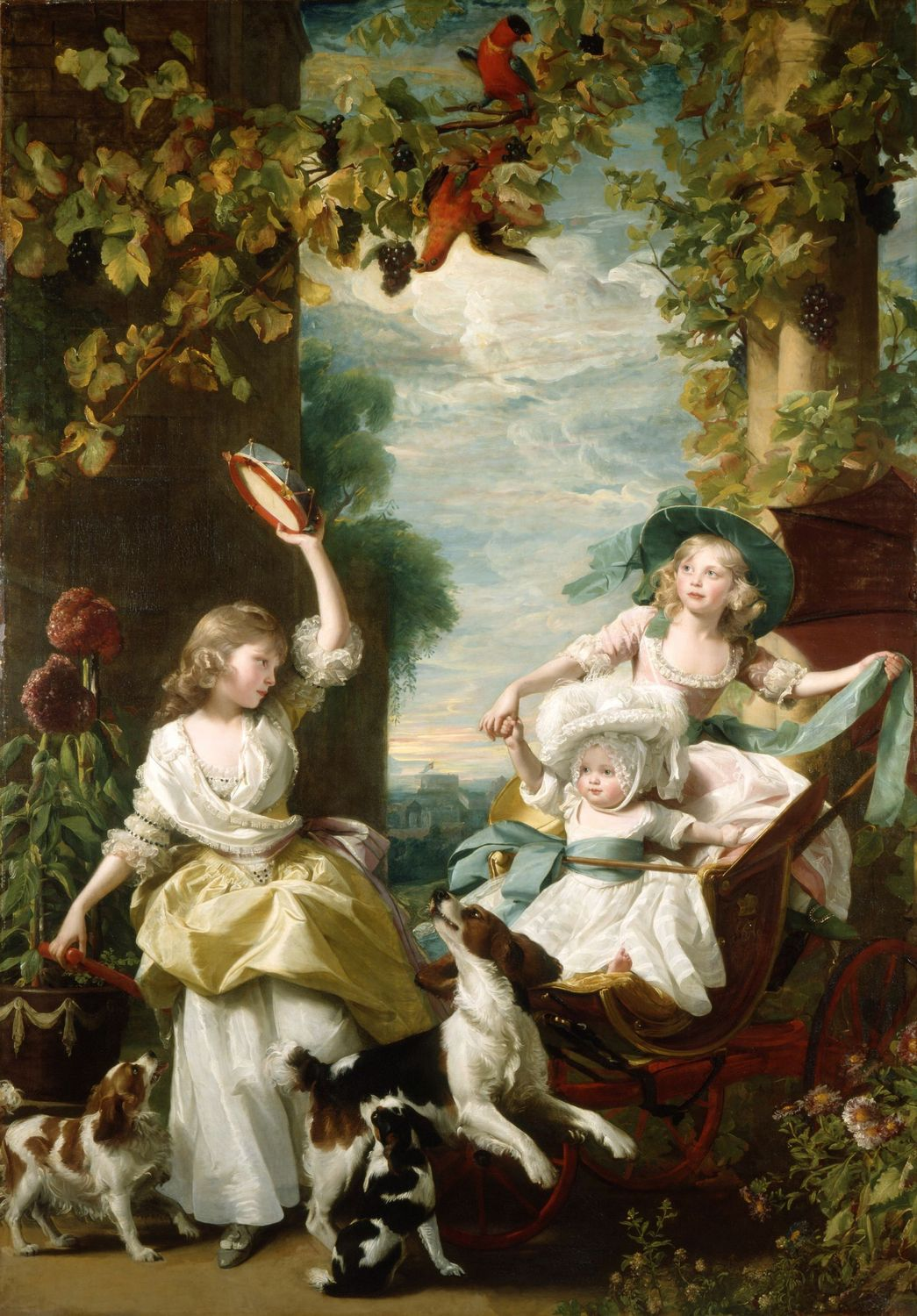
Vlevo devítiletá Marie se svými mladšími sestrami, princeznou Žofií a Amélií v roce 1785. Obraz namaloval John Singleton Copley.

Král byl oddaný otec, který si vždy našel čas na návštěvu svých dětí. Při hraní se svými malými dětmi se choval docela neformálně, na rozdíl od důstojné královny Šarloty, která měla větší potíže s opuštěním formálního chování očekávaného od jejich postavení. Přesto však byla Šarlota při výchově dětí svědomitá. Královna pečlivě ohlížela na blaho, vzdělání a vývoj morálních hodnot královských princezen. Kvůli královským povinnostem a manželství s králem měla na děti méně času, a tak jmenovala Lady Charlotte Finchovou, aby vela výchovu jejích dívek.
Podle spisovatelky Flory Fraserové byla Marie považována za nejkrásnější dceru Jiřího III.; Fraserová ji nazývá "jemně krásnou". Marie poprvé tančila menuet na veřejnosti v šesti letech na dvorském plesu na královy narozeniny v červnu 1781. Na jaře 1792 oficiálně debutovala u dvora. Kolem roku 1796 se zamilovala do nizozemského prince Frederika, který se svou rodinou pobýval v Londýně v exilu. Frederik byl synem nizozemského místodržitele Viléma V. a mladším bratrem budoucího krále Viléma I. Nizozemského. Frederik s Marií se však nikdy nevzali, protože král Jiří III. stanovil, že nejdříve se musí provdat její starší sestry. V roce 1799 Frederik zemřel a Marii byl povolen oficiální smutek.
Mariina nejmladší sestra a milovaná společnice Amélie jí pro její poslušnost říkala "Mama´s tool" (matčin nástroj). Améliina předčasná smrt v roce 1810 Marii, která o nemocnou sestru pečovala, silně zasáhla.

## Manželství
Mariina výchova byla velmi chráněná a princezna trávila většinu času s rodiči a sestrami. Král s královnou horlivě chránili své děti, především dcery. Marie se však 22. července 1816 provdala za svého bratrance Viléma Frederika, vévodu z Gloucesteru a Edinburghu, syna otcova bratra Viléma Jindřicha. Ve svatební den povýšil ženicha Mariin bratr princ regent z Výsosti na královskou Výsost.
Vilém Frederik se chtěl původně oženit s Mariinou neteří Šarlotou, princeznou z Walesu. Historik A. W. Purdue navrhuje za Mariin motiv provdat se za svého bratrance kvůli její nechuti k omezující domácnosti královny Šarloty.

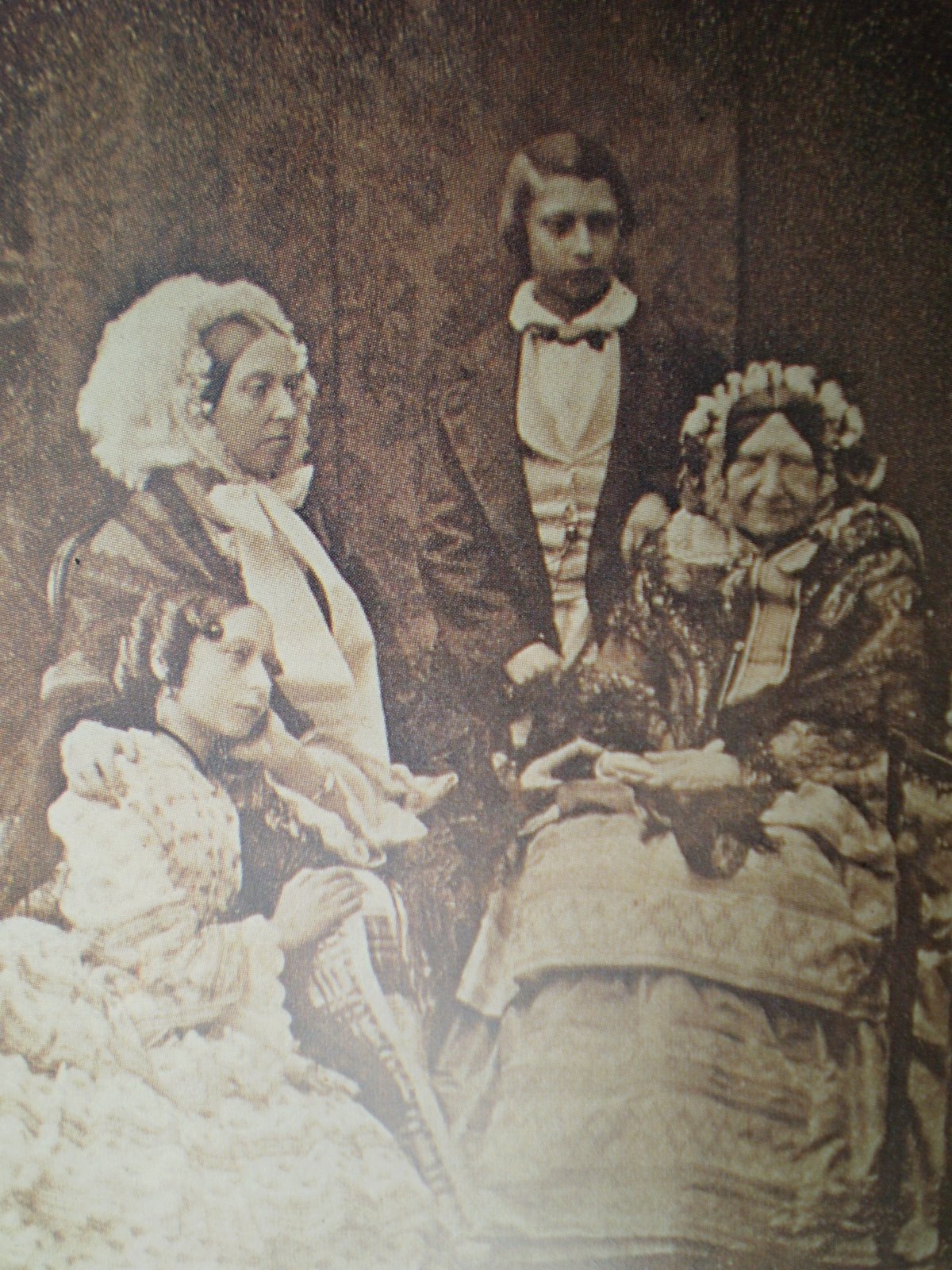
Daguerrotypie z roku 1856 vpravo sedící princezny Marie. Vlevo sedí královna Viktorie a její dcera princezna Alice. Stojící postava je princ z Walesu (budoucí král Eduard VII.). Autor daguerrotypie Antoine Claudet.

Pár žil v Bagshot Park, ale po Vilémově smrti se Marie přestěhovala do White Lodge v Richmond Park. Manželé spolu neměli děti. Marie zemřela jako poslední potomek Jiřího III. a prý byla oblíbenou tetou královny Viktorie.
Marie si byla blízká se svým nejstarším bratrem a sdílela s ním jeho nenávist k jeho manželce, jejich sestřenici Karolině Brunšvické.
Princezna Marie Hannoverská zemřela 30. dubna 1857 v 81 letech jako poslední potomek Jiřího III. a královny Šarloty.

## Tituly a oslovení
- 25. dubna 1776 – 22. července 1816ː Její královská Výsost princezna Marie
- 22. července 1816 – 30. dubna 1857ː Její královská Výsost vévodkyně z Gloucesteru a Edinburghu

## Vývod z předků
|                   |                                                 |  |                                |                                                  |  |  |  |  |  |  |  | Jiří I. |
|                   |                                                 |  |                                |                                                  |  |  |  |  |  |  |  |         |
|                   | Jiří II.                                        |  |                                |                                                  |  |  |  |  |  |  |  |         |
|                   |                                                 |  |                                |                                                  |  |  |  |  |  |  |  |         |
|                   |                                                 |  |                                | Žofie Dorotea z Celle                            |  |  |  |  |  |  |  |         |
|                   |                                                 |  |                                |                                                  |  |  |  |  |  |  |  |         |
|                   | Frederik Ludvík Hannoverský                     |  |                                |                                                  |  |  |  |  |  |  |  |         |
|                   |                                                 |  |                                |                                                  |  |  |  |  |  |  |  |         |
|                   |                                                 |  |                                | Jan Fridrich Braniborsko-Ansbašský               |  |  |  |  |  |  |  |         |
|                   |                                                 |  |                                |                                                  |  |  |  |  |  |  |  |         |
|                   | Karolina z Ansbachu                             |  |                                |                                                  |  |  |  |  |  |  |  |         |
|                   |                                                 |  |                                |                                                  |  |  |  |  |  |  |  |         |
|                   |                                                 |  |                                | Eleonora Sasko-Eisenašská                        |  |  |  |  |  |  |  |         |
|                   |                                                 |  |                                |                                                  |  |  |  |  |  |  |  |         |
|                   | Jiří III.                                       |  |                                |                                                  |  |  |  |  |  |  |  |         |
|                   |                                                 |  |                                |                                                  |  |  |  |  |  |  |  |         |
|                   |                                                 |  |                                | Fridrich I. Sasko-Gothajsko-Altenburský          |  |  |  |  |  |  |  |         |
|                   |                                                 |  |                                |                                                  |  |  |  |  |  |  |  |         |
|                   | Fridrich II. Sasko-Gothajsko-Altenburský        |  |                                |                                                  |  |  |  |  |  |  |  |         |
|                   |                                                 |  |                                |                                                  |  |  |  |  |  |  |  |         |
|                   |                                                 |  |                                | Magdaléna Sibyla Sasko-Weissenfelská             |  |  |  |  |  |  |  |         |
|                   |                                                 |  |                                |                                                  |  |  |  |  |  |  |  |         |
|                   | Augusta Sasko-Gothajská                         |  |                                |                                                  |  |  |  |  |  |  |  |         |
|                   |                                                 |  |                                |                                                  |  |  |  |  |  |  |  |         |
|                   |                                                 |  |                                | Karel Anhaltsko-Zerbstský                        |  |  |  |  |  |  |  |         |
|                   |                                                 |  |                                |                                                  |  |  |  |  |  |  |  |         |
|                   | Magdalena Augusta Anhaltsko-Zerbstská           |  |                                |                                                  |  |  |  |  |  |  |  |         |
|                   |                                                 |  |                                |                                                  |  |  |  |  |  |  |  |         |
|                   |                                                 |  |                                | Žofie Sasko-Weissenfelská                        |  |  |  |  |  |  |  |         |
|                   |                                                 |  |                                |                                                  |  |  |  |  |  |  |  |         |
| Marie Hannoverská |                                                 |  |                                |                                                  |  |  |  |  |  |  |  |         |
|                   |                                                 |  |                                |                                                  |  |  |  |  |  |  |  |         |
|                   |                                                 |  | Adolf Fridrich I. Meklenburský |                                                  |  |  |  |  |  |  |  |         |
|                   |                                                 |  |                                |                                                  |  |  |  |  |  |  |  |         |
|                   | Adolf Fridrich II. Meklenbursko-Střelický       |  |                                |                                                  |  |  |  |  |  |  |  |         |
|                   |                                                 |  |                                |                                                  |  |  |  |  |  |  |  |         |
|                   |                                                 |  |                                | Marie Kateřina Brunšvicko-Dannenberská           |  |  |  |  |  |  |  |         |
|                   |                                                 |  |                                |                                                  |  |  |  |  |  |  |  |         |
|                   | Karel Ludvík Fridrich Meklenbursko-Střelický    |  |                                |                                                  |  |  |  |  |  |  |  |         |
|                   |                                                 |  |                                |                                                  |  |  |  |  |  |  |  |         |
|                   |                                                 |  |                                | Kristián Vilém I. Schwarzbursko-Sondershausenský |  |  |  |  |  |  |  |         |
|                   |                                                 |  |                                |                                                  |  |  |  |  |  |  |  |         |
|                   | Kristiana Emílie Schwarzbursko-Sondershausenská |  |                                |                                                  |  |  |  |  |  |  |  |         |
|                   |                                                 |  |                                |                                                  |  |  |  |  |  |  |  |         |
|                   |                                                 |  |                                | Antonie Sibyla z Barby-Mühlingenu                |  |  |  |  |  |  |  |         |
|                   |                                                 |  |                                |                                                  |  |  |  |  |  |  |  |         |
|                   | Šarlota Meklenbursko-Střelická                  |  |                                |                                                  |  |  |  |  |  |  |  |         |
|                   |                                                 |  |                                |                                                  |  |  |  |  |  |  |  |         |
|                   |                                                 |  |                                | Arnošt Sasko-Hildburghausenský                   |  |  |  |  |  |  |  |         |
|                   |                                                 |  |                                |                                                  |  |  |  |  |  |  |  |         |
|                   | Arnošt Fridrich I. Sasko-Hildburghausenský      |  |                                |                                                  |  |  |  |  |  |  |  |         |
|                   |                                                 |  |                                |                                                  |  |  |  |  |  |  |  |         |
|                   |                                                 |  |                                | Žofie Henrietta Waldecká                         |  |  |  |  |  |  |  |         |
|                   |                                                 |  |                                |                                                  |  |  |  |  |  |  |  |         |
|                   | Alžběta Sasko-Hildburghausenská                 |  |                                |                                                  |  |  |  |  |  |  |  |         |
|                   |                                                 |  |                                |                                                  |  |  |  |  |  |  |  |         |
|                   |                                                 |  |                                | Jiří Ludvík I. z Erbachu                         |  |  |  |  |  |  |  |         |
|                   |                                                 |  |                                |                                                  |  |  |  |  |  |  |  |         |
|                   | Žofie Albertina z Erbachu                       |  |                                |                                                  |  |  |  |  |  |  |  |         |
|                   |                                                 |  |                                |                                                  |  |  |  |  |  |  |  |         |
|                   |                                                 |  |                                | Amálie Kateřina Waldecko-Eisenberská             |  |  |  |  |  |  |  |         |
|                   |                                                 |  |                                |                                                  |  |  |  |  |  |  |  |         |